# Gyula Zsivótzky
Gyula Zsivótzky (Budapeste, 5 de fevereiro de 1937 - Budapeste, 29 de setembro de 2007) foi um atleta húngaro, especialista no lançamento de martelo. O seu maior sucesso desportivo foi a conquista do título olímpico nos Jogos do México em 1968, após duas medalhas de prata em 1960 e em 1964.

## Biografia
Zsivótzky apareceu na cena internacional obtendo a medalha de bronze nos Campeonatos Europeus de 1958. Nas edições seguintes alcançaria o ouro (em 1962) e a prata (em 1966). Participou em quatro edições das Universíadas, onde arrebatou três medalhas de ouro e uma de prata. Estes êxitos, associados aos seus feitos olímpicos, fizeram de 
Zsivótzky um caso de sucesso na década de 1960. Ao longo da sua carreira bateu, por duas vezes, o recorde mundial do martelo masculino, ao fazer 73.74 m em 1965 e 73,76 m em 1968.
Gyula Zsivótzky morreu na sua cidade natal, em 2007, vítima de doença cancerosa. O seu filho Attila Zsivótzky é também um atleta de renome internacional, praticante de decatlo.